# Víktor Baikov
Víktor Baikov   (Riazan, 9 de febrer de 1935) és un atleta rus, ja retirat, especialista en curses de fons, que va competir sota bandera de la Unió Soviètica, durant les dècades de 1950 i 1960.
En el seu palmarès destaca una medalla de bronze la marató del Campionat d'Europa d'atletisme de 1962, així com quatre campionats soviètics, entre 1961 i 1964. El 1963 va establir un nou rècord mundial dels 30 km.
El 1964 va prendre part en els Jocs Olímpics d'Estiu de Tòquio, on abandonà en la prova de la marató del programa d'atletisme.
Una vegada retirat va exercir d'entrenador.

## Millors marques
- marató. 2h19'18" (1962)[4][6]